# تمرحنة صينية
تمرحنة صينية أو حناء صينية (الاسم العلمي: ) (بالماندرينية: 杻; pinyin: chǒu)، نوع نبات من تمرحنة مواطنه الأصلية في الصين وتايوان وفيتنام، ومُجنس في ريونيون، وجزر أندمان، وجزيرة نورفولك وكوستاريكا وهندوراس وبنما وجزء كبير من شرق وجنوب الولايات المتحدة (من تكساسوفلوريدا شمالًا إلى كانساس وإلينوي ونيوجيرسي وماساتشوستس وكونيكتيكت). قد يشير الاسم «الحناء الصينية» أيضًا إلى Ligustrum lucidum.